# Guglielmo Quarenghi
Guglielmo Quarenghi, né le 22 octobre 1826 à Casalmaggiore dans la province de Crémone et mort le 3 février 1882 à Milan, est un violoncelliste et un compositeur italien.

## Biographie
De 1839 à 1842, il a été élève de Vincenzo Merighi au Conservatoire de Milan. En 1850, il est devenu violoncelliste solo à La Scala, et en 1851, il a été nommé professeur au conservatoire. Avec Luigi Felice Rossi et Alberto Mazzucato, Quarenghi a formé la Società di S Cecilia en 1860. En 1879, il a succédé à Raimondo Boucheron comme maître de chapelle à la Cathédrale de Milan. Il s'est retiré deux ans plus tard pour des raisons de santé et est décédé en 1882.

## Œuvres
Quarenghi a composé principalement de la musique pour le violoncelle dont six caprices pour violoncelle solo, différentes  pièces originales et des transcriptions pour violoncelle et piano, et également de la  musique de chambre et de la musique religieuse. Il a écrit un opéra, Il dì di San Michele, qui a été monté à Milan en 1863. La même année, il a publié une messe. Sa Méthode de violoncelle (Milan, 1876) comprend une intéressante préface, comparant les premiers instruments à archet, et leur évolution, avec les instruments populaires de différents pays.